# Clásico argelino

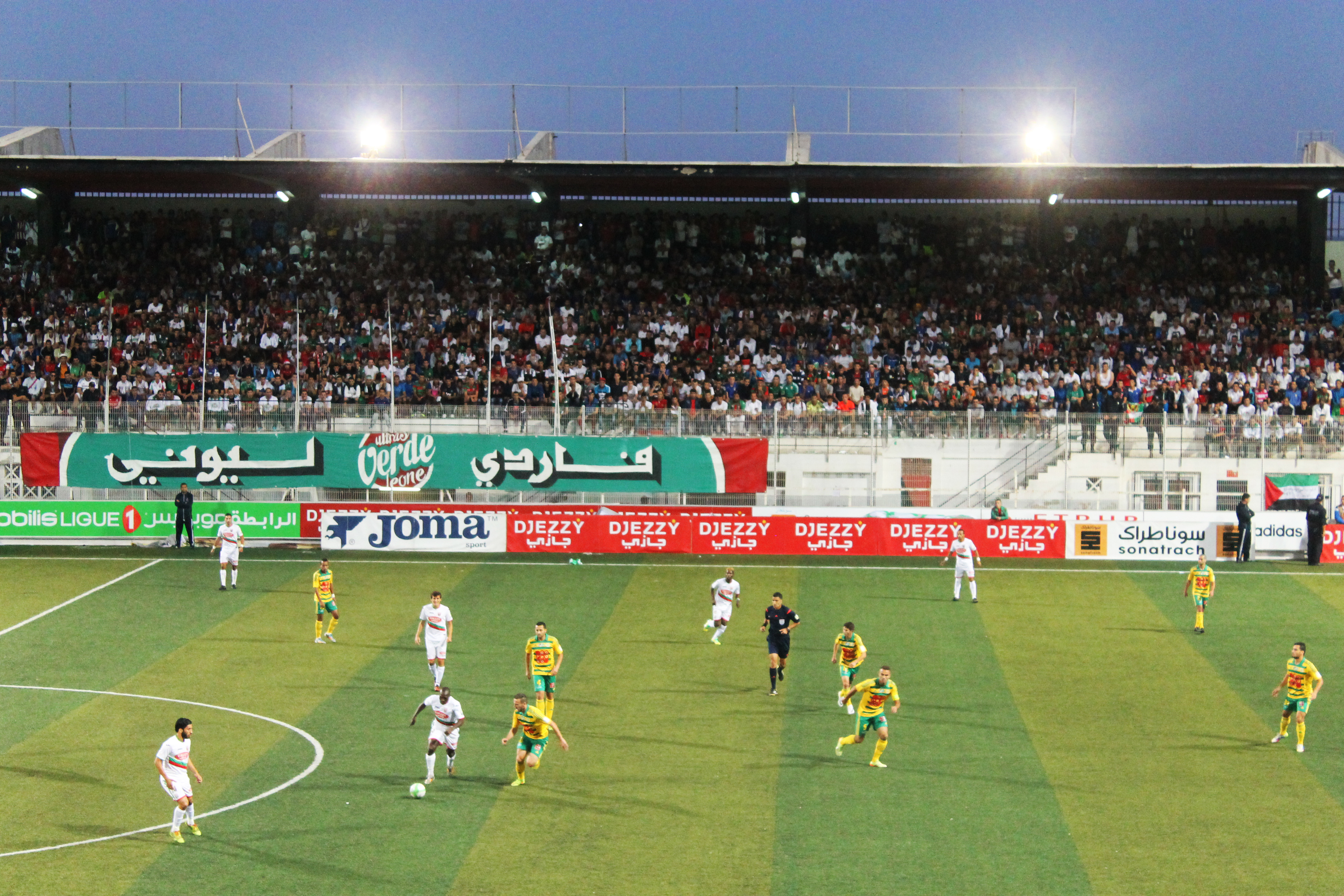
Partido de la Ligue 1 que enfrentaba al MC Alger con la JS Kabylie en el estadio Omar-Hamadi, el 30 de octubre de 2014.

El Classico algérien (en castellano: "clásico argelino") es un término que se refiere al partido de fútbol y rivalidad entre el Mouloudia Club d'Alger (MCA) y el Jeunesse Sportive de Kabylie (JSK), los dos clubes argelinos con más títulos nacionales.
El MC Alger es el "decano" del fútbol argelino y tiene su sede en la capital del país, Argel, mientras que el JS Kabylie es el club de mayor éxito de Argelia, representa a la ciudad de Tizi-Ouzou. El origen de esta rivalidad está en la Causa No. 107 de la Comisión de Disciplina sobre el partido JS Kabylie-MC Alger, lo que provocó graves incidentes dentro y fuera del terreno de juego durante la temporada 1962-63. De hecho, este caso representa el primer caso grave tratado por la Comisión Disciplinaria de cualquier campeonato de fútbol en Argelia, llamado "criterio de honor". Las fuertes sanciones impuestas a los dos equipos divulgaron la atención de los clubes de la Liga argelina y los argelinos en su conjunto, para recordar el respeto por este deporte y también para mejorar la imagen del país en el extranjero.
Desde entonces, los partidos entre los dos clubes están rodeados de una intensa rivalidad. A pesar de este episodio doloroso en los primeros días del fútbol profesional en Argelia, tanto el MC Alger como el JS Kabylie son dos referentes en el fútbol argelino, ya que son dos de los clubes más laureados en Argelia y los dos más exitosos a nivel continental.